# Моя дівчина — кіборг
«Моя дівчина — кіборг» (англ. My Girlfriend is a Cyborg; яп. 僕の彼女はサイボーグ, «Boku no kanojo wa saibôgu») — фантастична мелодрама режисера Квак Че Ена. Прем'єра відбулася 20 березня 2008 року.

## Сюжет
22 листопада 2007 року. Дзіро Кітамура поодинці святкує своє 20-річчя. Купуючи самому собі подарунок на День Народження, Дзіро приковує до себе увагу «красуні», яка раптово посміхається йому. Дзіро помічає, як дівчина краде одяг з супермаркету, але не звертає на це увагу, бо повністю зачарований її красою. Дивовижна дівчина не приховує своєї зацікавленості в ньому і переслідує Дзіро, по дорозі забавляючи його своїми витівками. Дзіро направляється в ресторан для того, щоб поїсти спагеті, як його вчила бабуся, щоб прожити довге і щасливе життя. Дівчина несподівано з'являється в ресторані, заявляючи, що це «її День Народження теж». Вони обмінюються своїми подарунками. Дівчина виглядає так, немов їй все в новинку, але веде себе досить сміливо, в кінцевому підсумку змушуючи Дзіро тікати разом з нею від керуючого ресторану, тому що вони не заплатили за рахунок. Дзіро сильно зачарований дівчиною, але через кілька годин, дівчина наполягає, що їй потрібно піти.
Продовження історії рівно через рік потому минулих подій. Дзіро знову святкує свій День Народження поодинці в тому ж самому ресторані. Раптово з'являється та ж сама дівчина. Однак, ця дівчина була послана з майбутнього літнім Дзіро, щоб вона змогла врятувати його в молодості. Зовні вона була змодельована по зовнішності тієї дівчини, яку Дзіро зустрів рік тому. У цьому ресторані випадково опинилась шалена людина з автоматом і каністрою з займистою рідиною. Дівчина викидає цю людину у вікно, рятуючи Дзіро і оточуючих людей від автоматних черг. Незважаючи на свою «милу» зовнішність, дівчина неймовірно сильна, швидка і ексцентрична. Пізніше, коли вони повернулися додому до Дзіро, дівчина відкриває свою справжню сутність, показуючи 3D-модель майбутнього Дзіро, який намагається попередити себе молодого про катастрофу. Схоже, що божевільна людина в ресторані випадково потрапила автоматною чергою в Дзіро, що призвело до довічного паралічу. Однак, він виграв у лотереї цілий стан і провів все своє життя і всі свої гроші на те, щоб створити кіборга-«дівчину своєї мрії» за образом тієї дівчини, що він зустрів на свій День Народження в 2007 році. Дзіро спробував змінити свою долю, пославши кіборга в минуле на 2008 рік, щоб вона врятувала його від фатального збігу обставин. Дівчина продовжує виконувати роль «охоронця» і єдиного друга Дзіро, навчаючись по ходу подій. Вона також рятує інших людей, пам'ять про смерть яких залишилася у літнього Дзіро.
Після деякого часу, Дзіро не тільки став залежний від цієї дівчини, але і закохався в неї. Проте дівчина-робот не може відповісти йому взаємністю, що дратує Дзіро, і він забороняє їй потрапляти йому на очі до тих пір, поки вона не зможе випробувати до нього відповідні почуття. Пізніше він шкодує про це, особливо в ті моменти, коли стає ясним те, що дівчина-кіборг продовжує йому допомагати, нехай і не потрапляючи йому на очі. Настає катастрофа, на Токіо обрушується землетрус. Коли землетрус наздоганяє квартиру Дзіро, дівчина з'являється, щоб допомогти йому, однак навіть її надприродних для людини здібностей виявляється недостатньо, щоб врятувати Дзіро. Дівчина каже Дзіро, що тепер вона розуміє його почуття, після чого її накриває уламками зруйнованої будівлі. Збожеволівши, Дзіро витрачає 61 рік свого життя на те, щоб відновити кіборга. Зрештою, йому це вдається, проте, він незабаром помирає.
63 роки після смерті Дзіро, 2133 році, якійсь дівчині повідомляють, що на торги виставлять кіборга, який виглядає в точності, як вона. З цікавості, дівчина купує нині не функціонуючого кіборга у подарунок собі на День Народження, щоб подивитися спогади, які залишилися в її пам'яті. Заінтригована, вона вирішує відправитися ненадовго в минуле, щоб зустрітися з Дзіро в його День Народження, 2007 рік.

## У ролях
- Харука Аясе — Кіборг
- Кейсуке Койде — Дзіро Кітамуро
- Різа Аі — подруга Дзіро
- Кеніті Ендо — аукціоніст
- Масато Ібу — дизайнер
- Кента Кірітані — однокласник Дзіро
- Фуміе Кохіната — репортер
- Ріо Мацумото — інтерв'юер